# 1952 год в истории железнодорожного транспорта
1952 год в истории железнодорожного транспорта

## События
- 18 февраля — около половины девятого утра на окраине города Катайска произошёл взрыв железнодорожного вагона, груженного взрывчатым веществом весом 18 тонн. Из 13 солдат охраны погибло 6 человек, погиб вагонный мастер, пожарный расчёт из 5 человек и 2 человека гражданских[1].
- 6 августа — крушение на станции Дровнино, 109 погибших и 211 раненых.
- 12 октября — произошло лобовое столкновение двух экспрессов на северо-западе Лондона. 112 погибших, 340 раненых[2].
- На территории Перу построена первая железная дорога.[3]
- В СССР началось оснащение тормозных систем подвижного состава автоматическими регуляторами.[3]
- Начато строительство первого участка Ланьчжоу-Синьцзянской железной дороги.

## Новый подвижной состав
- Новочеркасский электровозостроительный завод начал выпуск промышленных электровозов II-КП4 в трёх вариантах - для промышленных путей, для тяги судов через шлюзы и для перевозки расплавленного чугуна по территории предприятия.
- Харьковский завод транспортного машиностроения построил опытный тепловоз ТЭ4 на базе ТЭ2 с газогенераторной секцией (тендером), содержащей установку для получения газа из антрацита и воды. С газогенератором тепловоз работал недолго и был переведён на жидкое топливо, как и стандартные ТЭ2.
- Ворошиловградский паровозостроительный завод начал выпуск паровозов серии ОР18 (ЛВ).

## Персоны

### Скончались
- 19 ноября в Монреале умер Юрий Владимирович Ломоносов — русский инженер-железнодорожник, советский государственный деятель, создатель одного из первых в мире тепловозов, впоследствии эмигрировавший из СССР.